# 24 -TWENTY FOUR- (第2シーズン)
アメリカ合衆国のテレビドラマシリーズ『24 -TWENTY FOUR-』（24）の第2シーズンは、フォックスより2002年10月29日から2003年5月20日に放送された。シーズンの物語は午前8時に開始してその24時間後に終わる。シーズン初回は初放送時にはコマーシャル無しであったために通常の43分より長い51分となっている。

## シーズン概要
第2シーズンは第1シーズンの18ヶ月後の設定である。シーズンのメインプロットはアメリカ合衆国大統領として働くデイビッド・パーマーとジャック・バウアー捜査官によるロサンゼルスでの核爆発の阻止である。CTUのその任務の過程で新キャラクターのケイト・ワーナーの周辺人物が鍵となってくる。
シーズンは以下のような二幕構成となっている:
1. 第一幕では中東のテロリスト細胞がロサンゼルス市内での核爆発を企て、CTUがそれを阻止しようとする。
2. 第二幕ではジャックとCTUは偽造された可能性のある証拠を調査し、それを根拠とするアメリカ政府の報復攻撃の阻止を試みる。

### 主なサブプロット
- 第1シーズンの結末で妻と彼女が身ごもっていた子供を失ったことでジャック・バウアーはCTUを退職している。
- キムは虐待の疑いがある父親から少女を助け出して逃走する。
- ケイト・ワーナーは妹の中東系の婚約者がテロリストであると疑う。
- CTUのオフィスはC4で爆破され、核爆弾発見の能力を削られる。
- CTU支局長のジョージ・メイソンは致死量の放射線にさらされる。
- ジャックは娘のキムとの関係修復を試み、彼女の心配をしつつ1日を過ごす。
- ジャックはテロリストに拷問されたために心血管疾患に悩まされる。・
- パーマー大統領は報復攻撃を速やかに遂行したい閣僚たちによって造反される。
- トニー・アルメイダとミシェル・デスラーの恋愛関係が発展する。
- ジャックとケイトの恋愛関係も発展する。

### あらすじ
シーズンの最初と最後は午前8時（LA時間）であり、最初の場面は韓国ソウル（ソウル時間0時）である。
最初の15時間は核爆弾の発見と対処が描かれる。爆弾が安全に処分された後、物語はこの事態に対するアメリカ政府の対応、計画を企てた国々への報復攻撃を巡る動向に焦点に当てられる。爆弾に関与したテロリストと中東3カ国（名前は描写されていない）の高官の会話の録音記録が報復の根拠として用いられる。しかしながらジャック・バウアーが録音記録の捏造されている可能性を指摘したことにより、パーマー大統領はそれが本物であるという絶対的な証拠を得るまで軍事行動に消極的となる。それを受けて閣僚の過半数はパーマーの躊躇は決断力の弱さの兆候であるとして合衆国憲法修正第25条第4節に基づいて大統領解任票を投じる。政権を追われたパーマーに代わって副大統領のジェームズ・プレスコットが大統領に昇格し、3カ国への軍事攻撃を命じる。
ジャック、ミシェル、トニーは録音が捏造であるという証拠を見つけるために奮闘し、結果、ヨーロッパとアメリカの実業家グループが中東との戦争を起こして石油価格の高騰を狙っていることを突き止める。パーマーの元妻のシェリー協力もあって得られた捏造の証拠が政府に伝えられると攻撃は中止され、パーマーは大統領職務に復帰する。パーマーは解任票を投じた閣僚と副大統領の辞意を拒否して続投させるが、最も信頼を置きながらも裏切った首席補佐官のマイク・ノヴィックだけは解任する。
第1シーズンと同様に第2シーズンの最終回もクリフハンガーとなる。核爆弾事件は大きな犠牲もなく解決するが、パーマーは演説直後に握手を求めてきたマンディの生物兵器による攻撃で倒れて、その生死の判明は第3シーズンまで持ち越しとなる。この核の脅威からバイオテロの脅威への移行は第3シーズンの前兆ともなる。
テレビゲーム『24: The Game』は第2シーズンと第3シーズンの間の時間設定であり、マンディの生物兵器を食らったために職務を行えないパーマーに代わって副大統領が多くの任務に対処する。

## キャスト

### メイン
- ジャック・バウアー - キーファー・サザーランド（計24話）
- ケイト・ワーナー - サラ・ウィンター（計24話）
- キム・バウアー - エリシャ・カスバート（計24話）
- ジョージ・メイソン - ザンダー・バークレー（計15話）
- シェリー・パーマー - ペニー・ジョンソン・ジェラルド（計13話）
- トニー・アルメイダ - カルロス・バーナード（計24話）
- デイビッド・パーマー大統領 - デニス・ヘイスバート（計24話）

### ゲスト
- ミシェル・デスラー - レイコ・エイルスワース（計24話）
- マイク・ノヴィック - ジュード・チコレッラ（計19話）
- リン・クレスギ - ミシェル・フォーブス（計18話）
- マリー・ワーナー - ローラ・ハリス（計14話）
- ボブ・ワーナー - ジョン・テリー（計12話）
- キャリー・ターナー - ローデス・ベネディクト（計10話）
- レーザ・ナイール - フィリップ・ライズ（計10話）
- ロジャー・スタントン - ハリス・ユーリン（計9話; クレジット無し）
- メーガン・マシスン - スカイ・マッコール・バートシアク（計8話）
- トム・ベーカー - ダニエル・デイ・キム（計8話）
- ゲイリー・マシスン - ビリー・バーク（計7話）
- ミゲル - イニス・ケイシー（計7話）
- ジム・プレスコット副大統領 - アラン・デイル（計7話）
- ニーナ・マイヤーズ - サラ・クラーク（計6話）
- ユスフ・アウダ - ドニー・ケシュウォーズ（英語版）（計6話）
- ライアン・シャペル - ポール・シュルツ（計6話）
- ポーラ・シェイファー - サラ・ギルバート（計5話）
- サイエド・アリ - フランチェスコ・クイン（計5話）
- ジェニー・ダッジ - タムリン・トミタ（計5話）
- ピーター・キングスレー - トビン・ベル（計4話）
- エリック・レイバーン - ティモシー・カーハート（英語版）（計4話）
- ジョナサン・ウォレス - グレッグ・ヘンリー（計4話）
- ロン・ウィーランド - マイケル・ホールデン（計4話）
- レイモンド・ブラウン - マイケル・マグレイディ（計4話）
- カーラ・マシスン - トレイシー・ミッデンドーフ（英語版）（計4話）
- ロニー・マクレー - ケヴィン・ディロン（計3話）
- アーロン・ピアース - グレン・モーシャワー（計3話）
- エディ・グラント - ダグラス・オキーフ（計3話）
- ポール・コプリン - アル・サピエンザ（英語版）（計3話）
- マックス - トーマス・クレッチマン（計2話）
- ブラッド・ハモンド - ランドル・メル（計2話）
- アレックス・ヒューイット - リック・D・ワッサーマン（英語版）（計2話）
- マンディ - ミア・カーシュナー（計1話）
- キース・パーマー - ヴィセラス・シャノン（英語版）（計1話）
- ジョン・メイソン - エリック・クリスチャン・オルセン（計1話）

## エピソード
| 通算 話数 | シーズン 話数 | タイトル                         | 監督                         | 脚本                                                                                      | 放送日         | 製作 番号 |
| --- | ------------- | -------------------------------- | ---------------------------- | ----------------------------------------------------------------------------------------- | -------------- | --------- |
| 25 | 1             | "Day 2: 8:00 a.m. – 9:00 a.m."   | ジョン・カサー               | ジョエル・サーノウ & マイケル・ロセフ                                                     | 2002年10月29日 | 2AFF01    |
| あの1日から18ヶ月後。デイビッド・パーマー大統領は第二の波と呼ばれるテログループが同日中にロサンゼルス内で核爆弾の使用を企んでいることを知らされる。CTUのロサンゼルス支局は辞職した捜査官のジャック・バウアーに連絡を取ろうとする。ジャックは娘のキムとの会話を試みるが、彼女は母親の死を思い出したくないために彼を拒絶する。キムはマシスン家に住み込み、娘のメーガンの子守の仕事をしている。パーマーに説得されたジャックはCTUに到着し、メイソン長官と捜査官のアルメイダ、デスラー、シェイファーから状況の報告を受ける。ジャックはキムの携帯電話に街から逃げるようにメッセージを残す。ジャックは以前に潜入していた際に共働していた犯罪者であるジョセフ・ウォルドが第二の波と繋がっており、さらに裁判での彼への証人を確保していることを聞かされる。証人はCTUに連行されるとジャックは彼を殺し、任務の準備を始める。キムはメーガンが父親のゲイリーに虐待されていることを知る。一方、妹のマリーと中東系のレーザ・ナイールの結婚式を控えるケイト・ワーナーは私立探偵からレーザがテロ組織とつながりがあることを知らされる。 |               |                                  |                              |                                                                                           |                |           |
| 26 | 2             | "Day 2: 9:00 a.m. – 10:00 a.m."  | ジョン・カサー               | ジョエル・サーノウ & マイケル・ロセフ                                                     | 2002年11月5日  | 2AFF02    |
| ジャックはウォルドの部下のもとを訪れ、証人の生首を見せつけて忠誠心を証明する。ウォルドの右腕のエディ・グラントはジャックを仲間に入れる一方、他のメンバーはまだ彼を疑っており、ジャックの犯罪歴を検索するが、CTUがデータを改竄したことにより難を逃れる。彼らはジャックを仕事に連れて行き、その目的がCTUの爆破であることを聞かされる。一方で核爆発の可能性が非常に高いことを知ったメイソンはCTUを離れる。パーマーは脅威レベルが上昇していることを嗅ぎつけたジャーナリストのロン・ウィーランドに会い、パニックを避けるために報道しないように説得する。ウィーランドは拒否するとシークレットサービスに拘束される。ケイトの探偵は彼女に頼んでレーザのパスポートを調べさせる。ゲイリーの妻のカーラはキムとメーガンが逃げられるように車を提供する。キムはゲイリーが見失ったと思い込むまでメーガンに隠れるように言う。ゲイリーはキムに詰め寄って説得を試みるが、彼女に退けられる。キムはメーガンのもとへ戻るが姿がなく、捜索を開始する。 |               |                                  |                              |                                                                                           |                |           |
| 27 | 3             | "Day 2: 10:00 a.m. – 11:00 a.m." | ジェームズ・ホイットモア・Jr | ハワード・ゴードン                                                                        | 2002年11月12日 | 2AFF03    |
| ジャックはパーマーの補佐官であるリン・クレスギにCTUの危機を警告する。彼女はNSA副長官の エリック・レイバーンにこれを伝えるが、彼はジャックの潜入捜査を続けさせたいために警告しない。グラントたちは電力会社の作業員を人質に取ってCTU内への侵入を強い、ジャックはまだ避難が終わっていないことに気付く。チームは業者を装って爆弾を設置し、ジャックは人質の見張りをする。ジャックは人質を解放し、アルメイダに警告するように指示する。クレスギは最終的にパーマーに報告し、CTUに避難を命じる。キムとメーガンがCTUに到着するのと入れ違いでグラントのチームは脱出する。CTUが避難をしている最中に爆発が起こり、シェイファーを含む多数の捜査官が巻き込まれる。一方でロサンゼルス市警察と共にガレージを捜査していたメイソンは放射性物質にさらされてしまい、余命が1週間しかないことを知らされる。ケイトの探偵は彼女にレーザは確かにテロリストと繋がっており、通報した当局が到着するまで普通に行動するように言う。 |               |                                  |                              |                                                                                           |                |           |
| 28 | 4             | "Day 2: 11:00 a.m. – 12:00 p.m." | ジェームズ・ホイットモア・Jr | レミ・オーブション                                                                        | 2002年11月19日 | 2AFF04    |
| ジャックはクレスギに電話してCTU事件の責任を問う。ウォルドの居場所を知ったジャックはグラントとその部下たちを殺害し、そこへ向かう。ジャックはそこでウォルドに銃をつきつけて尋問を開始するが、彼の犬に噛みつかれたために逃げられ、コンクリートの部屋に立てこもられる。ドアの破壊が不可能であると考えたジャックは開けるようにウォルドを説得する。ウォルドは自殺する前にCTU攻撃の話しを持ちかけた人物の写真をわたす。ジャックはそこにニーナ・マイヤーズが写っていることを確認する。一方でパーマーはレイバーンがクレスギの邪魔をしていたことを彼女から聞かされ、彼を解雇する。メイソンはCTUに戻る。キムはメーガンを病院に連れて行くが、看護師はメーガンが虐待を受けていると確信し、その犯人がキムであると誤解する。キムはカーラに電話をして病院を伝える。ケイトは父親のボブにレーザの疑惑を伝えるが、彼はテロリストではないと言われてしまう。ケイトとレーザは車に乗って出かけ、彼女は車内で怖がるが、彼は購入した新居を見て貰いたかっただけであったことを明かす。 |               |                                  |                              |                                                                                           |                |           |
| 29 | 5             | "Day 2: 12:00 p.m. – 1:00 p.m."  | ジョン・カサー               | ギル・グラント                                                                            | 2002年11月26日 | 2AFF05    |
| ジャックはメイソンにマイヤーズの件を伝え、メイソンは彼女をCTUに移送させる。彼女は情報と引き換えに大統領恩赦を要求する。パーマーはマイヤーズに妻を殺されているジャックに他に選択肢が無いために恩赦を決めたことを伝える。メイソンの病状を知ったジャックはマイヤーズの尋問を自身に担当させるように要求し、拒否すれば病状を司令部に報告すると脅す。シェイファーは爆発の傷によって死亡し、アルメイダはレーザの件の調査に向かう。アルメイダのチームはワーナー家に到着し、レーザへの尋問を始める。マリーは衝撃を受け、ケイトに事情を説明される。パーマーにはNSA長官のロジャー・スタントンが加わり、彼らは情報交換のために中東の大使と面会する。大使は去る際に乗っていたヘリコプターごと墜落死する。ゲイリーは病院に到着し、誘拐で警察を呼ぶと言ってキムを脅して去らせようとする。彼女はジャックと電話で話して核爆弾の件を聞かされると、ボーイフレンドのミゲル呼んで協力を求める。キムはミゲルに爆弾について説明し、メーガンを連れてのロサンゼルス脱出を手伝うように説得する。 |               |                                  |                              |                                                                                           |                |           |
| 30 | 6             | "Day 2: 1:00 p.m. – 2:00 p.m."   | ジョン・カサー               | エリザベス・M・コシン                                                                     | 2002年12月3日  | 2AFF06    |
| ジャックは情報を明かす前に釈放されることを要求するマイヤーズに恩赦文書を見せ、話さなければ殺すと言って脅す。マイヤーズが第二の波のインサイダーの居場所を知っていると主張すと、ジャックは彼女をそこへ連れて行くように手配する。ジャックには監視役の捜査官の同行が命じられる。一方でマリーはレーザを探偵に調べさせていたケイトに腹を立てる。レーザは資金を第二の波の口座に送金するようボブから指示されていたことをCTUに明かす。デイビッドの元妻のシェリー・パーマーが彼のもとを訪れ、ロサンゼルスで軍の避難が命じられていることを明かす。デイビッドはそれがスタントンによる命令であることを知るが、スタントンはこれはデイビッドの意思であると考えていたと主張する。デイビッドはシェリーを彼のチームに迎え入れ、爆弾の件を明かす。ゲイリーはミゲルの偽電話によって病室から離れ、その隙にキムはメーガンを連れだし、ミゲルと合流して逃走を開始する。 |               |                                  |                              |                                                                                           |                |           |
| 31 | 7             | "Day 2: 2:00 p.m. – 3:00 p.m."   | ジェームズ・ホイットモア・Jr | ヴァージル・ウィリアムズ                                                                  | 2002年12月10日 | 2AFF07    |
| ジャックとマイヤーズらは彼女が話した場所に到着する。捜査官は襲いかかり、彼を捕える。マイヤーズは逃亡を試みるがジャックによって阻止される。ボブは尋問を受けた後にレーザと共にCTUに連行される。メイソンは自身を嫌っている息子を強引にCTUに呼び出し、病状を明かして別れを告げる。デイビッドは首席補佐官のマイク・ノヴィックを加え、シェリーの情報源を調べようとしていると述べる。デイビッドはスタントンが自身に反対しているのではないのかと疑い始め、シェリー、ノヴィック、クレスギと共に彼の調査を始める。クレスギがシェリーを嫌い始める。2人の口論を目撃したデイビッドはシェリーにその行動について警告する。キム、ミゲル、メーガンはゲイリーの車を盗んで逃走するが警察によって止められ、さらにそのトランクの中からカーラの遺体が発見される。 |               |                                  |                              |                                                                                           |                |           |
| 32 | 8             | "Day 2: 3:00 p.m. – 4:00 p.m."   | ジェームズ・ホイットモア・Jr | ジョエル・サーノウ & マイケル・ロセフ                                                     | 2002年12月17日 | 2AFF08    |
| マイヤーズはその場でインサイダーに話をさせようとするが失敗する。彼らは飛行機でCTUに戻る。飛行中、マイヤーズはインサイダーから爆弾の場所を秘密裏に聞いた後に彼を殺害する。彼女はジャックに爆弾とサイエド・アリの場所を今知っているのは自分だけだと言い放つ。直後に彼らの飛行機は何者かによって攻撃を受ける。一方で爆弾を移送する3人の第二の波の工作員は口論し、2人が殺されて1人は業を続ける。CTUでボブはアルメイダに自身がCIAの協力者であり、テロリストではないことを明かす。ケイトは探偵にアカウントをさらに調査して貰い、第二の波と提携している有名なテロリストであるサイエド・アリの名前を発見する。2人は家を出た直後に第二の波の工作員によって拉致される。ウィーランドはデイビッドの部下の助けを借りて拘留から脱出し、彼の知る情報を報道機関に暴露する。キムは自身らを警察署に連行した警察官に爆弾の件を話し、解放されてメーガンをゲイリーのもとへ戻さないことを望む。 |               |                                  |                              |                                                                                           |                |           |
| 33 | 9             | "Day 2: 4:00 p.m. – 5:00 p.m."   | ロドニー・チャーターズ       | ハワード・ゴードン                                                                        | 2003年1月7日   | 2AFF09    |
| デイビッドはシェリーがウィーランドを解放したと疑って非難する。飛行機は墜落し、生存したジャックとマイヤーズは工作員の襲撃を受ける。2人はCTUの部隊が到着するまで抵抗を続けるが、マイヤーズは落ちていたライフルを拾い上げてジャックに向ける。マイヤーズは自身の安全のためにジャック殺害を提案し、デイビッドにそれを認めるように要求する。それと引き換えにマイヤーズはアリの居場所を明らかにする。レーザはボブに怒り、CTUへの協力を始める。レーザはCTU捜査官と一緒にボブのオフィスに向かう。アルメイダとデスラーはメイソンの病状を知り、残り数時間は彼を働かせ続けることを決める。シェリーとクレスギは対立を続ける。ケイトと探偵はアリのアジトに連行され、アリは部下に探偵を拷問させた末に殺害させる。警察はキムとミゲルをロサンゼルスに戻すことに決める。メーガンは叔母のもとに預けられることが決まり、キムに別れを告げる。 |               |                                  |                              |                                                                                           |                |           |
| 34 | 10            | "Day 2: 5:00 p.m. – 6:00 p.m."   | ロドニー・チャーターズ       | デヴィッド・アーマン                                                                      | 2003年1月14日  | 2AFF10    |
| ジャックは機転を利かせれマイヤーズから逃れる。ジャックは襲撃者の入れ墨を見て正体を特定し、彼らがNSAのために働く秘密の特殊部隊であることをデイビッドに伝える。デイビッドはそれはスタントンによって派遣されたのだと推測する。シェリーはスタントンの秘密の通信のネットワークが存在し、それが彼に対する証拠として使えることをデビッドに進言する。しかしながらシェリーはスタントンと共謀していることが描写され、彼女はその影響力を維持するためにネットワークを暴露したと言う。アリの居場所を知ったジャックのチームはアジトを襲撃し、拷問部屋にいたケイトを救出する。アリは既に去っており、サラートのためにモスクに行っているとみられている。拷問者はシアン化物のカプセルを使って自殺する。アラビア語の知識が少しあるケイトはアリがサラートのことを話していたことを伝え、ジャックは近辺のモスクのリストを要求する。一方でレーザと捜査官はアカウントがハッキングされていることを知る。直後にマリーが2人を殺害し、彼女こそがハッカーであり、そして第二の波との協力者であることが示唆される。アルメイダとデスラーは親密な関係となる。移送されているキムとミゲルは事故を引き起こすが、彼は行動不能となって逃げることができなくなる。キムは病院に連絡し、救急車の到着前に逃げ出す。 |               |                                  |                              |                                                                                           |                |           |
| 35 | 11            | "Day 2: 6:00 p.m. – 7:00 p.m."   | フレデリック・キング・ケラー | ギル・グラント                                                                            | 2003年2月4日   | 2AFF11    |
| ジャックとCTUのチームはモスクまでアリを追跡する。ケイトはヒジャブを被ってイスラム教徒の女性になりすましてモスクに入り、アリの顔を確認する。アルメイダはボブにマリーがテロリストと繋がっており、レーザらを殺害した疑いがある件を明かす。マリーはアリに命じられて共犯者の職場に行き、ロッカーの鍵を手に入れるために同僚を誘惑する。CTUチームはモスクを出てくるアリを待ち伏せする。しかしながらアリの姿は確認できず、チームはモスクに突入するとアリの服を着せられたまま燃やされている男性に出くわす。ジャックはそれが替え玉であり、まだアリが生きて隠れていることを知る。彼は捜査官たちに出入り口の封鎖を続けるように命じる。一方でデイビッドはスタントンを逮捕し、彼に真実を明かすように説得を試みるが失敗する。デイビッドは情報を引き出すためにプロのエージェントにスタントンの拷問を命じる。シェリーはデイビッドにスタッフのポストを自分に与えるように頼むが、失敗する。森の中へ逃げたキムは動物用の罠に捕まる。彼女はピューマの接近に気付く。 |               |                                  |                              |                                                                                           |                |           |
| 36 | 12            | "Day 2: 7:00 p.m. – 8:00 p.m."   | フレデリック・キング・ケラー | エヴァン・カッツ                                                                          | 2003年2月11日  | 2AFF12    |
| ジャックはモスクの聖職者に状況を説明する。CTUチームはなんとかアリを見つけ出し、ジャックは彼の自殺を食い止める。アリはジャックの拷問でも口を割らず、聖職者の説得に応じない。CTUはアリの服から焦げた紙を回収し、法科学捜査官を雇ってその内容を分析させる。ジャックはケイトにマリーに電話させ、彼女の居場所を特定させる。マリーはCTU側の動向を察知して携帯電話を捨てる。ボブはメイソンにマリーはロンドン滞在中に母親を亡くし、その悲しみから数週間行方不明になった話をする。メイソンはその期間中に彼女がテロリストとなったと推測する。紙に書かれた文章は復元され、ジャックはアリの息子の1人を殺して見せた上でもう1人も殺すと言って脅す。アリは爆弾を運ぶ飛行機が離陸する空港を白状する。マリーは空港で他の第二の波の工作員と合流し、爆弾の準備を始める。ケイトは射殺されたように思われたアリの息子の映像は偽物であったことを知る。クレスギはシェリーの不穏な動きを知る。キムは猟師のロニー・マクレーに助けられる。 |               |                                  |                              |                                                                                           |                |           |
| 37 | 13            | "Day 2: 8:00 p.m. – 9:00 p.m."   | ジョン・カサー               | モーリス・ハーレイ                                                                        | 2003年2月18日  | 2AFF13    |
| ジャックとCTUチームは空港に到着する。スタントンはついに白状し、アメリカ政府により強固な軍事政策をさせるためにあえて爆弾計画を黙認し、空港で特殊作戦部隊が第二の波の工作員を殺害して爆弾を回収するという筋書きであることを明かす。デイビッドはシークレットサービスにスタントンと共犯の上院議員とつながりがあるシェリーに内部施設へのアクセス許可を命じる。CTUチームは空港で6人の特殊部隊員の死体を発見するが、スタントンは7人のはずであると言う。CTUは飛行機を見つけて停止させ、パイロットを捕まえて爆弾らしきものを回収する。専門家はそれを爆弾ではなくデコイであると判断する。デイビッドはスタントンに詳細を尋ね、シェリーの関与を明かす。キムは人里離れたマクレーの家に逃げる。マクレーは訪ねてきた警察官からキムの容疑を聞かされるが、彼女は自分が無実であると説得する。キムがマクレーに爆弾の件を話すと、彼は核の惨事に備えて自作したバンカーを見せる。彼はヘッドフォンでラジオを聞いて爆発の報道があったと言う。2人は急いでバンカーに逃げ込む。 |               |                                  |                              |                                                                                           |                |           |
| 38 | 14            | "Day 2: 9:00 p.m. – 10:00 p.m."  | ジョン・カサー               | ジョエル・サーノウ & マイケル・ロセフ                                                     | 2003年2月25日  | 2AFF14    |
| デイビッドがシェリーに詰め寄ると彼女はCIAと協力してスタントンを調べており、潜入で彼の協力者をしていたことを証明する。デイビッドは彼女を逮捕はしなかったものの、施設から追い出す。CTUはパイロットへの尋問を開始する。ケイトはマリーを見つけて追いかけ、逆に殺されそうになったところを駆けつけたCTUによって助けられる。ジャックはマリーへの拷問を始め、ケイトは彼女に爆弾の場所を言うように説得を試みる。彼女は最終的に場所を示すが、ジャックはそれもまた囮であると推測し、近辺の完璧な捜索を捜査官たちに命じる。彼らは爆弾を発見し、専門家はいつ爆発してもおかしくない状態にあるという。病状が悪化したメイソンはアルメイダを支部長に任命した後にCTUを去る。支援を求められて本部から派遣された捜査官のキャリー・ターナーはデスラーと確執があることが判明する。キムは爆発が嘘であったことを知り、マクレーにナイフを向ける。マクレーは話し相手が欲しかっただけあると言い、引き留めようとする。キムがそれでも去ると言うと、マクレーは彼女に護身用の銃を与えて見送る。 |               |                                  |                              |                                                                                           |                |           |
| 39 | 15            | "Day 2: 10:00 p.m. – 11:00 p.m." | イアン・トイントン           | ロバート・コクラン                                                                        | 2003年3月4日   | 2AFF15    |
| CTUは爆弾の解体が不可能であることを知り、被害を最小限に抑えられるモハーヴェ砂漠で爆発させなければならないが、正確な位置まで飛行機で運ぶためにパイロットが犠牲にならなければならない自殺任務しか方法がないと結論づける。到着したメイソンはパイロットに志願するが健康問題を理由にジャックから反対され、そして彼自身がパイロットとなる。キムは道路で遭遇した運転手の男性を銃で追い払う。キムはさらに別の女性の運転手から拾って貰い、電話を借りてジャックに電話すると彼の任務について知る。キムは車から降りて再び歩き始める。一方でCTUはアリのアジトからの音声記録を入手し、それからは今回のテロには中東の3カ国の政府の支援があることが示される。そのうち1つの政府で働く捜査官のユスフ・アウダはCTUを訪れているが、アルメイダは彼に何も言わない。統合参謀本部はパーマーからの報復命令を見越して合衆国軍の準備を始めるが、パーマーは現時点では保留することにする。ジャックは飛行機を目的地まで飛ばしている途中でメイソンが密かに乗り込んでいることを知る。メイソンはジャックにパイロットを交替し、生き延びるように説得する。ジャックはパラシュートで脱出する。その数分後に爆発が起こり、パーマーとキムはジャックが死んだものだと思ってそれを遠くから目撃する。                |               |                                  |                              |                                                                                           |                |           |
| 40 | 16            | "Day 2: 11:00 p.m. – 12:00 a.m." | イアン・トイントン           | ハワード・ゴードン & エヴァン・カッツ                                                     | 2003年3月25日  | 2AFF16    |
| ジャックはCTUに戻る。デスラーはアリに音声記録について尋問するが、彼はそれとの関係を否定する。アルメイダは彼の主張を信じず、音声記録か本物であるとパーマーに話す。一方でデスラーはアリの主張を伝える。アリがグアンタナモに移送され始める寸前、ジャックは彼の息子の生存を伝えた上で真意を問う。アリは改めて関与を否定し、直後に謎の狙撃手によって射殺される。ジャックは音声記録が偽物であると確信するが、アルメイダはまだそれを信じない。当局は音声記録が本物であると信じ、それを根拠に報復措置を命じるようにパーマーに進言する。ジャックから音声記録が捏造である可能性を聞かされたパーマーはその証拠を待つ猶予は数時間あると言う。ジャックは記録の捏造の証拠を持つとする謎の入れ墨男から電話を受け、ケイトを自分のもとへ届けるように要求される。デスラーはジャックがケイトを連れ出す手伝いをし、それをターナーに目撃される。アルメイダは阻止しようとして負傷させられ、ジャックとケイトはCTU脱出に成功する。一方でキムは閉店した店でトイレを借りていたところ、男が強引に押し入った現場に遭遇する。警官が到着して店を取り囲むと侵入者はもみ合いの末にキムから奪った銃で店主を撃ってしまう。                                                                                 |               |                                  |                              |                                                                                           |                |           |
| 41 | 17            | "Day 2: 12:00 a.m. – 1:00 a.m."  | ジョン・カサー               | エヴァン・カッツ & ギル・グラント                                                         | 2003年4月1日   | 2AFF17    |
| ジャックとケイトは入れ墨男が指示する場所に向かう途中、アウダが自分たちをつけている事に気付き、彼を同行させる。到着したジャックは入れ墨男の正体は空港で他の6人を殺害した7人目の特殊部隊員のジョナサン・ウォレスであることを知る。彼はカスピ海の石油の支配者たちに雇われ、彼らは原油価格を高騰させるためにアメリカと中東の戦争を引き起こすつもりであると説明する。彼は偽の音声記録の基となる音源を持っていると主張する。ウォレスは雇い主によって輸送チームを殺されており、ケイトを利用してワーナー社の持つ渡航許可で国外逃亡を求める。ウォレスがケイトを車のトランクに入れた直後、何者かによって一同は攻撃を受ける。一方で副大統領のジム・プレスコットはパーマーが報復をためらっている件に不満を示す。アルメイダはジャックへ協力した件をデスラーに問いただすが否定され、ターナーに彼女の監視を指示する。デスラーはターナーを嫌っていると思われる兄のダニーからの電話を受ける。キムはなんとか店から逃げ出し、侵入者は警察に撃たれて逮捕される。 |               |                                  |                              |                                                                                           |                |           |
| 42 | 18            | "Day 2: 1:00 a.m. – 2:00 a.m."   | ジョン・カサー               | ジョエル・サーノウ & マイケル・ロセフ                                                     | 2003年4月8日   | 2AFF18    |
| 攻撃を受けたジャックはデスラーに電話して傭兵たちの位置を示す衛星画像を要求する。4人は何人かの傭兵を倒してくるまで逃げるが、ウォレスは重傷を負ってしまう。デスラーの行為を知ったアルメイダはジャックに電話をかけ、彼はウォレスがCTUの関与を望んでいないと説明する。病院に到着してウォレスは息絶えるが、ジャックは彼の皮膚の下にあったICチップを回収する。一方でアメリカの様々な都市で爆発を受けての暴動が始まり、中東系に対する敵意が向けられる。パーマーは州兵と陸軍に外国人の保護と暴動鎮圧を命じる。警察に保護されたキムはゲイリーに妻の殺害容疑がかかっており、彼女とミゲルへの疑いは晴れたが、拘留から逃走した件に対処しなければならないことを説明される。キムは電話でアルメイダと話すとジャックの生存を伝えられ、彼女の解放を約束される。キムはミゲルに電話をするが、彼は2度と彼女に会いたくないと言う。ミゲルは先の事故で右脚を失っていることが明らかとなる。 |               |                                  |                              |                                                                                           |                |           |
| 43 | 19            | "Day 2: 2:00 a.m. – 3:00 a.m."   | ジェームズ・ホイットモア・Jr | ハワード・ゴードン                                                                        | 2003年4月15日  | 2AFF19    |
| アウダはチップからトランスポンダを発見する。ジャックはトランスポンダ、アウダとケイトはチップを持って逃げる。ジャックは傭兵に捕えられ、彼らはチップのありかを吐かせるために拷問を始める。拷問を受けた結果ジャックは死にかけてしまい、傭兵たちは彼の蘇生を試みる。一方でアウダは中東系であるために街の暴漢たちから襲われてしまう。CTUでデスラーはターナーが既婚の兄のダニーと関係を持ったが捨てた過去があることをアルメイダに説明する。CTUにデスラーと話すためにダニーが現れるが、ターナーを見て激情してしまう。クレスギはプレスコットが閣僚を集めていることを察し、ノヴィックにそれについて尋ねる。ノヴィックはプレスコットが合衆国憲法の修正第25条第4節を発動し、パーマーを大統領職から解任して副大統領である自身が昇格するつもりであることを明かす。クレスギはパーマーに伝えようとするが、ノヴィックはエージェントに命じて彼女を監禁させる。 |               |                                  |                              |                                                                                           |                |           |
| 44 | 20            | "Day 2: 3:00 a.m. – 4:00 a.m."   | ジェームズ・ホイットモア・Jr | ニール・コーエン                                                                          | 2003年4月22日  | 2AFF20    |
| 傭兵たちは医者を脅してジャックを蘇生させる。事件の首謀者の1人であるピーター・キングスレーは傭兵団の2番手の男にリーダーを殺して拷問を続けるように命じる。ジャックは医者に逃走を手伝うように説得する。ジャックは傭兵からキングスレーの名前を聞き出して殺す。暴漢たちはアウダの所持品をチップごと奪い去ろうとする。ケイトはチップと引き換えに金を渡すと言い、アウダを置いて暴漢たちと自宅に向かう。現場にジャックが到着し、死にゆくアウダはケイトの行き先を伝える。ジャックはワーナー邸に到着して暴漢の1人を射殺するが、残りの2人はチップを持って部屋に立てこもる。CTUにはライアン・シャペルが現れ、侵略からの国内の対応を準備を唯一の任務であると指示する。ターナーはアルメイダとデスラーがまだジャックと協力していることを知ってシャペルに話すが、シャペルは人員不足を理由にアルメイダのポストをそのままにすると言う。クレスギは部屋から逃げ出すが階段から転落して重傷を負い、パーマーと話すことが出来ない。プレスコットはパーマー不在で閣僚を招集し、彼の職務能力についての会議を始める。 |               |                                  |                              |                                                                                           |                |           |
| 45 | 21            | "Day 2: 4:00 a.m. – 5:00 a.m."   | イアン・トイントン           | ロバート・コクラン & ハワード・ゴードン                                                   | 2003年4月29日  | 2AFF21    |
| ジャックは暴漢たちを捕まえてチップを回収する。それは破損しており、アルメイダにキングスレーの名前があるかを調べされる。ケイトはマリーの凶行は自分に責任があると言うが、ジャックは彼女の手に負えなかったと弁護する。ジャックは解放されて移動するキムと電話で話す。アルメイダとデスラーは音声記録の捏造に関与しているとみられるアレックス・ヒューイットというハッカーにたどり着く。ジャックはヒューイットの家に行くが、そこには自身の目的のために彼に会いに来たシェリーも現れる。一方でノヴィックはデイビッドに会議の件を話して参加させる。プレスコットはデイビッドの能力に疑問を呈し、証人としてウィーランドを連れてくる。さらにスタントンがビデオチャットで加わり、無実の罪で拷問されたと主張しだす。デイビッドは拷問の映像を最後まで再生するように言うが、プレスコットはそれ以上は無いと言う。プレスコットは音声の捏造の証拠を要求するが、デイビッドはまだ手に入らないと言う。不信任投票が始まり、デイビッドは7対8で退陣させられる。プレスコットはデイビッドを拘束させ、大統領の宣誓を行い、軍に対し中東3カ国への移動を命じる。 |               |                                  |                              |                                                                                           |                |           |
| 46 | 22            | "Day 2: 5:00 a.m. – 6:00 a.m."   | イアン・トイントン           | ヴァージル・ウィリアムズ & ダピー・デミトリアス                                           | 2003年5月6日   | 2AFF22    |
| ジャックはシェリーとそのボディガードに銃を向け、彼女の関与を突き止める。ジャックは隠れていたヒューイットを捕え、彼は証言と引き換えに免責を要求する。デイビッドは監視を命じられたエージェントのアーロン・ピアースを説得して携帯電話を用意させ、ジャックと連絡する。CTUはデイビッド退陣を知らせられ、アルメイダはジャックにそれを伝える。アルメイダはシャペルにヒューイットの件を話し、ヘリコプターの手配を要求するが彼はそれを拒否する。さらにシャペルはまもなくアルメイダが転属となることを伝える。キムは私物を回収するためにマシスン邸に到着する。だがそこにはゲイリーが待ち構えており、キムの護衛の警官を殺害し、さらに天井に隠れている彼女を攻撃する。デスラーはシャペルを部屋に誘い込み、アルメイダは彼を気絶させてジャックにヘリコプターを送り込む。ノヴィックは電話の件を知ると取り上げてピアースを逮捕させ、別のエージェントを監視に割り当てる。キムはゲイリーを銃を奪い取ってジャックに電話をかけると彼は正当防衛でゲイリーを射殺させる。ジャックはケイトに電話をかけてキムの迎えを頼む。ヒューイットはシェリーを刺して逃走し、ジャックは追いかける。 |               |                                  |                              |                                                                                           |                |           |
| 47 | 23            | "Day 2: 6:00 a.m. – 7:00 a.m."   | ジョン・カサー               | ギル・グラント & エヴァン・カッツ                                                         | 2003年5月13日  | 2AFF23    |
| ヒューイットは重傷を負い、一刻も早いヘリコプターの到着が必要とされる。本部のエージェントが到着して閉じ込められたシャペルが発見されると彼はヘリコプターを引き返させ、さらにデスラーが作業をするバンの外にいるアルメイダを逮捕する。結局ヒューイットが死亡するとジャックはシェリーのもとへ戻り、別の方法を彼女に求める。彼女はキングスレー自身の発言を利用することを提案する。デスラーはジャックにためにヒューイットの音声テンプレートを作るが、直後に逮捕される。シェリーはキングスレーに電話をかけ、用意したヒューイットの偽音声を使って彼が生存していると思わせる。シェリーはキングスレーが持つ彼女の証拠と引き換えにヒューイットを渡すと言って誘い出す。目的地まで運転するあいだ、ジャックは以前の拷問影響により心臓発作を起して事故となる。一方でマックスとトレポスがキングスレーの共謀者であることが描写される。ノヴィックはデイビッドの退陣が公表されていないため、近隣国を米軍機が通過するために彼の許可が必要であることを申し出る。デイビッドはその国の元首に話して同意する。デイビッドは自身の主張のために司法省（DOJ）の職員に協力を求める。ケイトはキムのもとへ到着する。                                                                                      |               |                                  |                              |                                                                                           |                |           |
| 48 | 24            | "Day 2: 7:00 a.m. – 8:00 a.m."   | ジョン・カサー               | 脚本: ジョエル・サーノウ & マイケル・ロセフ 原案: ロバート・コクラン & ハワード・ゴードン | 2003年5月20日  | 2AFF24    |
| ジャックとシェリーは車を奪って運転を続ける。DOJの職員はノヴィックに自身の見解を話し、ノヴィックはシャペルにジャックに協力するように命じる。シェリーはマイクをつけて待ち合わせ場所のロサンゼルス・コロシアムに入り、キングスレーを騙して音声の捏造と彼の関与を話させる。ジャックは待ち構えていたキングスレーの部下を殺害し、シェリーは逃走する。ジャックが傭兵たちを排除した後、再び心臓発作を起こして倒れたところをキングスレーに殺されそうになるが、到着したCTU捜査官が彼を射殺したことにより助かる。プレスコットは新たの証拠を受けて攻撃の中止を決定する。プレスコットは昇格を取り消してデイビッドに辞任を申し出るが、拒否される。一方でデイビッドは最も信頼していたにもかかわらず裏切ったノヴィックに解雇を告げる。ケイトとキムは到着し、ジャックと再会する。マックスはトレポスに戦争を引き起こす別の計画があると語る。アルメイダとデスラーは解放され、シャペルはターナーと共にCTUオフィスから出て行く。パーマーは外でスピーチをするが、民衆に紛れ込んでいたマンディに握手をされた後、毒物によって倒れる。 |               |                                  |                              |                                                                                           |                |           |

## 製作
第2シーズンではエアフォースワンの3つのセットが使用された。ザンダー・バークレーのキャラクターはシーズンのほとんどが放射線中毒で死にかけた状態であるが、様々な俳優はその物語が非常に上手く運んだと思っているとコメントした。キーファ・サザーランドは第2シーズンよりプロデューサーを兼任することとなった。サザーランドはインタビューで「フォックスはもともと私の出演料を上げたくなかったから代わりに肩書きを与えたんだよ」と冗談交じりに語った。同じインタビューでサザーランドはストーリーの詳細を提案したが脚本家に拒否されたことを明かしている。脚本家に受け入れられたアイデアの1つは尋問の場面でロンドンの「フィンズベリー・パーク・モスク」に言及するというカルロス・バーナード提案のものであった。シーズン放送直後にそのモスクは当局の捜査を受けて過激派グループが本当にそこで会合をしていることを発見した。

### 予告編
「Get Ready」と題された予告編はシーズン開始の1ヶ月前の2002年9月初旬に放送された。それは15秒のみであり、第2シーズンのカットが細かく繋がれ、ジャックが娘にロサンゼルスを離れなければならないと言ったところで終わっている。

## 評価
第2シーズンはMetacriticでは23件の批評に基づいて加重平均値は83/100となった。このシーズンの演技によりキーファー・サザーランドは全米映画俳優組合賞ドラマシリーズ男優賞やサテライト賞テレビ男優賞（ドラマ部門）を受賞した。また番組の作曲家のショーン・キャラリーはプライムタイム・エミー賞シリーズ作曲賞を獲得した。
キムとピューマが対峙する場面は番組のレビュー・コミュニティで度々言及されている。

### 受賞とノミネート
| 団体                     | 部門                                       | 候補 | 結果       |
| ------------------------ | ------------------------------------------ | --- | ---------- |
| プライムタイム・エミー賞 | 作品賞（ドラマ・シリーズ部門）             | ジョン・カサー、ロバート・コクラン、ハワード・ゴードン、ブライアン・グレイザー、マイケル・ロセフ、トニー・クランツ、ノーマン・パウエル、ジョエル・サーノウ、キーファー・サザーランド | ノミネート |
| プライムタイム・エミー賞 | シリーズ主演男優賞（ドラマ・シリーズ部門） | キーファー・サザーランド | ノミネート |
| プライムタイム・エミー賞 | シリーズ監督賞（ドラマ・シリーズ部門）     | イアン・トイントン | ノミネート |
| プライムタイム・エミー賞 | 作曲賞（シリーズ部門）                     | ショーン・キャラリー | 受賞       |
| プライムタイム・エミー賞 | シングルカメラ作品編集賞（シリーズ部門）   | クリス・ウィリングハム | 受賞       |
| プライムタイム・エミー賞 | シングルカメラ作品編集賞（シリーズ部門）   | クリス・ウィリングハム、デヴィッド・ラッサム | ノミネート |
| プライムタイム・エミー賞 | キャスティング賞（ドラマ・シリーズ部門）   | デビ・マンウィラー、ペギー・ケネディ、リチャード・パガノ | ノミネート |
| プライムタイム・エミー賞 | シングルカメラ作品音響賞（シリーズ部門）   | ウィリアム・ゴッケ、マイク・オルマン、ケン・コベット | ノミネート |
| プライムタイム・エミー賞 | スタントコーディネーション賞               | エドディ・ドンノ | ノミネート |
| ゴールデングローブ賞     | ドラマシリーズ作品賞                       | | ノミネート |
| ゴールデングローブ賞     | ドラマシリーズ主演男優賞                   | キーファー・サザーランド | ノミネート |
| ゴールデングローブ賞     | テレビ助演男優賞                           | デニス・ヘイスバート | ノミネート |
| 全米映画俳優組合賞       | ドラマシリーズ男優賞                       | キーファー・サザーランド | 受賞       |
| サテライト賞             | テレビシリーズ賞（ドラマ部門）             | | ノミネート |
| サテライト賞             | テレビ主演男優賞（ドラマ部門）             | キーファー・サザーランド | 受賞       |
| サテライト賞             | テレビ助演女優賞（ドラマ部門）             | サラ・クラーク | 受賞       |
| サテライト賞             | テレビ助演男優賞（ドラマ部門）             | デニス・ヘイスバート | ノミネート |
| 全米脚本家組合賞         | エピソーディックドラマ賞                   | エヴァン・カッツ | 受賞       |
| 全米製作者組合賞         | エピソーディックドラマ賞                   | ジョン・カサー、トニー・クランツ、ハワード・ゴードン、ロバート・コクラン、ジョエル・サーノウ、ジョエル・サーノウ、サイラス・ヤヴネ                                                   | 受賞       |
| テレビ批評家協会賞       | ドラマ作品賞                               | | ノミネート |
| テレビ批評家協会賞       | ドラマ作品個人貢献賞                       | キーファー・サザーランド | ノミネート |

## ホームメディア発売
リージョン1のDVDが2003年9月9日、リージョン2が2003年8月11日に発売された。